# Нагорна Христина Аврамівна
Христи́на Авра́мівна Наго́рна (1 липня 1900, с. Жадове Семенівського району Чернігівської області — 3 листопада 2017, Жадове) — українська неверифікована довгожителька.

## Життєпис
Христина Нагорна все життя мешкала в селі Жадовому Семенівського району Чернігівської області. За її ж розповідями, народилася на косовиці:
|  | — Батько пішов гребти сіно. А матері приказав дома сидіть. Не послухала. Прийшла і собі у поле. Батько на неї — маскальов. Попало усім. А як погребли, то матір ухватило. За купку заховалась і дитятко родила. Нема пелюшок, то мене у фартух — і на село. А пупа не зав'язали. Прийшла баба, пупа зав'язала, але сказала, що згадили дєтьонка. Ростиме, а краски не буде, нещасливе буде. |

Коли Христині було п'ять років, померла мати, тож росла з батьком та мачухою. Пропрацювала понад 30 років у колгоспі: біля коней, свиней, курей, двадцять років — біля корів. Як сама казала: «неграмотна і розписуватися не вмію», бо «до школи не віддавали». Але рахувати вміла.
Баба Христя була відомою не тільки в районі, а й за його межами — знімала ляк, пристріт, лікувала болячки, а ще ворожила на картах.
У сто років ще тримала корову, а в 110 років ще порала город, розводила кролів, птицю.
1 липня 2016 року потрапила до Національного реєстру рекордів України як «найстаріша жінка в Україні» — вік 116 років.
Любила шити та плести, але здоров'я очей вже не давало їй займатися улюбленим заняттям — майже не бачила.
Померла 3 листопада 2017 року, похована на кладовищі в рідному селі.

### Сім'я
Чотири рази була одружена, але свого прізвища не міняла. Першим чоловіком був Андрій Ткачов, якого чекала шість років із солдатів. Коли одружилися 1926 року, то прожила з ним лише два місяці — помер. Другий чоловік — Федор Мисник (з 1928), третій — Сергій Пузієвський з Климово, четвертий — Федір Ковальов із Семенівки.
Від першого шлюбу народила дочку Галю (1915-2000). Було в Христини Нагорної четверо онуків, 12 правнуків. Правнуки живуть тут же, в Жадовому, але родичі між собою вже не спілкуються.